# Pauline Félicité de Mailly-Nesle
Pour les articles homonymes, voir Mailly et Nesle (homonymie).
Pauline Félicité de Mailly-Nesle, née à Paris en 1712 et morte le 9 septembre 1741, par son mariage comtesse de Vintimille (1739), est une favorite de Louis XV.

## Biographie
Elle est la fille de Louis III de Mailly-Nesle (1689-1767) et de son épouse Armande Félice de La Porte Mazarin (1691-1729), elle-même petite-fille d'Hortense Mancini et petite-nièce du cardinal Jules Mazarin. Elle est issue de la maison de Mailly, une des plus anciennes familles de la noblesse française. Elle passe son enfance et reçoit son éducation au couvent de Port-Royal.
Comme trois de ses quatre sœurs, Louise Julie, comtesse de Mailly, Diane-Adélaïde, duchesse de Lauraguais, et Marie-Anne, marquise de La Tournelle puis duchesse de Châteauroux, elle fut la maîtresse du roi Louis XV. Peu jolie, mais hardie et spirituelle, elle avait annoncé dès le couvent que le roi l'aimerait et qu'elle gouvernerait la France et l'Europe. Sa sœur, la comtesse de Mailly, la présente à la cour en septembre 1738. La comtesse pensait innocemment faire entrer dans le cercle du roi une de ses proches qui lui permettrait de distraire le roi, jeune homme mélancolique, timide et blasé. Cette jeune femme célibataire n'eut aucun scrupule à supplanter sa sœur et même à la faire chasser de la cour.
Le roi la marie en 1739 avec Jean-Baptiste Hubert Félix, comte de Vintimille, marquis du Luc et de Savigny sur Orge (1720-1777), un petit-neveu de Charles Gaspard Guillaume de Vintimille du Luc, archevêque de Paris. Le 2 septembre 1741, elle accouche à Versailles d'un fils, Charles de Vintimille, et meurt quelques jours plus tard .
Louis XV fut très ému par sa disparition. C'était l'une de celles de ses maîtresses qu'il a le plus aimée. Louis aurait fait, après sa mort, un moulage de son visage . Il rappela la comtesse de Mailly qui, toujours aussi bonne, appela près d'elle une autre de ses sœurs, la marquise de La Tournelle qui, à son tour, la supplanta et lui fit, à son tour, quitter la cour.
Charles de Vintimille (1741-1814) est surnommé à la cour Demi-Louis, à cause de sa ressemblance avec le roi Louis XV .